# Klaus Betz
Klaus Betz (geb. etwa 1950) ist ein ehemaliger Geschäftsführer von Imtech Deutschland und stellvertretender Aufsichtsratsvorsitzender des VfR Aalen. 
Betz war etwa zehn Jahre lang Chef von Imtech Deutschland, einer Untergliederung des niederländischen Konzerns Imtech. In dieser Zeit rüstete Imtech beispielsweise den Flughafen Berlin Brandenburg im Bereich des Brandschutzes aus. Er trat seine Verantwortung am 1. Juli 2004 an. Anfang Februar 2013 trat Betz nach dubiosen Vorgängen um einen geplanten Abenteuerpark Adventure World Warschau zurück.
2011 wurde bekannt, dass beim Sanierungsauftrag der Zwillingstürme der Deutschen Bank in Frankfurt mit vielen Vertragspartnern Unterschlagungen und gemeinsame Bordellbesuche begangen wurden, die der Kriminalist Thomas Wüppesahl ermittelt hatte. Die Vorwürfe wurden vom Konzern intern gehalten.
Klaus Betz entnahm zwischen März 2009 und Februar 2012 2,8 Mio. € aus der Firmenkasse von Imtech, um sie an seinen Amtsvorgänger Jörg Schiele, der sich in einer „finanziellen Schieflage“ befand, zu überweisen. Getarnt wurden die Überweisungen als Leistung für Beratungen. Die Staatsanwaltschaft Hamburg nahm 2013 die Arbeit auf. Beide waren geständig und bereuten ihre Taten. Der Fall wurde zunächst am Landgericht Hamburg verhandelt. Zu einem Urteil kam es im Februar 2017 mit einer Strafe von 3 Jahren und 11 Monaten.
Unter anderem wurde 2014 bekannt, dass bei Imtech auch Scheinrechnungen bezahlt wurden mit dem Ziel, dass der Korruptionspartner Spenden an den VfR Aalen transferiert.
Im Juli 2015 wurde massive Kritik in einem Artikel der Zeitschrift Die Zeit am Unternehmen laut. Imtech Deutschland musste am 6. August 2015 die Insolvenz beantragen, wenige Tage später gefolgt vom Mutterkonzern. Nach einer Entscheidung des Landgerichts Hamburg sollte Betz sollte 11,4 Millionen Euro an den Insolvenzverwalter zahlen.
Das Landgericht Cottbus verurteilte Betz im Oktober 2016 wegen Bestechung zu einer Bewährungsstrafe von einem Jahr und elf Monaten. Betz hatte einen Manager des Flughafens Berlin-Brandenburg (BER) bestochen.
Die Haftstrafe für Betz wurde vom Oberlandesgericht Hamburg im April 2021 bestätigt. Er wurde zu einer Haftstrafe von 3 Jahren und 11 Monaten ohne Bewährung verurteilt. Die Verurteilung aus Cottbus wurde dabei berücksichtigt.